# Pia Sundstedt
Pia Ann-Katrine Sundstedt (nascida em 2 de maio de 1975) é uma ex-ciclista profissional olímpica finlandesa. Ela representou sua nação nos Jogos Olímpicos de Verão de 2000 e 2012.